# Tony Azevedo
Anthony Lawrence Azevedo (Rio de Janeiro, 21 novembre 1981) è un pallanuotista statunitense, laureato alla Stanford University e vincitore per quattro volte consecutive del Peter J. Cutino Award.

## Biografia
È considerato uno dei migliori giocatori americani ed è stato anche il capitano della Nazionale. Nel  2010 e  2012 è stato finalista in Eurolega. Anche suo padre Ricardo è stato un giocatore di pallanuoto. Ha una sorella, Cassandra, anche lei pallanuotista. Con la nazionale americana, di cui è stato capitano, ha disputato cinque edizioni delle Olimpiadi, otto edizioni dei mondiali ed ha conquistato cinque medaglie d'oro ai Giochi Panamericani.

## Palmares
- Campionato croato: 3

Jug Dubrovnik: 2008-09, 2009-10, 2012-13
- Kup Hrvatske: 2

Jug Dubrovnik: 2008-2009, 2009-2010
- Lega Adriatica: 1

Jug Dubrovnik: 2008-09
- Coppe Italia: 1

Cremona: 2005
- Campionato Brasiliano: 2

Fluminense: 2011
Sao Paulo: 2013
- Campionato Americano NCAA: 2

Stanford:  2001, 2002